# Ulica Piękna w Białymstoku
Ulica Piękna – reprezentacyjna ulica Centrum Białegostoku, biegnąca od ul. Legionowej do ronda majora harcmistrza Bronisława Jastrzębskiego (zbieg ulic: Pięknej, Józefa Marjańskiego, Młynowej i Sienny Rynek).
Przed 17 kwietnia 1919 r., gdy Tymczasowy Komitet Miejski zatwierdził obecną nazwę, ulica nosiła nazwę Płotniczna.

## Otoczenie
Przy ulicy Pięknej znajdują się m.in.:
- Stara Synagoga Piaskower (nieistniejąca synagoga),
- Synagoga Piaskower w Białymstoku - ul. Piękna 3
- Spółdzielnia budowlana - Wersal Podlaski
- Narodowy Bank Polski - Oddział w Białymstoku

Przy dzisiejszej ulicy Pięknej 3 w Białymstoku w roku 1820 została zbudowana synagoga zwana Piaskower, która została rozebrana w 1890, a w roku 1893 na jej miejscu wzniesiono nową, murowaną synagogę. W budynku funkcjonowała szkoła religijna "Talmud Tora". Podczas II wojny światowej hitlerowcy zdewastowali synagogę, a po zakończeniu wojny w budynku mieścił się ośrodek gminy żydowskiej, następnie od 1948 Towarzystwo Społeczno-Kulturalne Żydów w Polsce. Budynek został opuszczony w 1968 roku. Po remoncie działało w nim Biuro Papierów Akcydensowych i dom kultury. Po pożarze gmachu w 1989 roku odremontowała go firma Wersal Podlaski i umieściła w nim biura. W budynku mieści się siedziba Białostockiego Towarzystwa Esperantystów. 
W czerwcu 2008 r. Synagoga Piaskower została jednym z punktów otwartego Szlaku Dziedzictwa Żydowskiego w Białymstoku opracowanego przez grupę doktorantów i studentów UwB oraz wolontariuszy Fundacji Uniwersytetu w Białymstoku.